# Soul Militia
Soul Militia (позната до 2002. као 2XL) јесте естонски хип-хоп бенд, међународно најпознатији по победи на Песми Евровизије 2001., где су наступили као пратећи певачи Танелу Падару и Дејву Бентону, са песмом „Everybody”, коју су такође обрадили и изводе је на својим концертима.
2XL су основали Моргун и Сом 1997. године. Групу чине Лори Пихлап („Lowry”), Сергеј Моргун („Semy”) и Каидо Полдма („Craig”). Четврти члан, Индрек Сум („Ince”), напустио је групу 2004. Касније су учествовали на предизбору за Евровизију у Естонији 2007. са песмом под називом „My Place”.